# ボルテ
ボルテ・ウジン（モンゴル語: Börte Üjin、Бөртэ үжин、1161年頃 - 1230年頃）は、モンゴル帝国の始祖チンギス・カンの第一后妃。コンギラト部族出身。漢字表記は孛児帖、『元朝秘史』では孛児帖旭真、『集史』のペルシア語ではبورته فوجين, Būrta Fūjīnと表記される。「ウジン」とは漢語の夫人に由来する称号でモンゴル王族の正妃が名乗る尊称である。元朝から光献翼聖皇后と諡名される。名はモンゴル部族の始祖として有名な「蒼き狼（ボルテ・チノ）」のボルテと同じで、「灰色のまだら模様」を意味する。

## 人物
カブル・カン以来モンゴル部族の姻族として知られたコンギラト（オンギラト、フンギラト）部族の一氏族の首長デイ・セチェンの娘で、『元朝秘史』ではチンギス・カンより1歳年上だったとされる。『元史』「特薛禅（デイ・セチェン）伝」によると、父のデイ・セチェンの姓はボスカウル（孛速忽）氏であったといい、コンギラトの本家から分岐した一族と思われる。『集史』「コンギラト部族誌」によると、コンギラト部族は、モンゴル部族においてキヤト氏族をはじめとするニルン部族集団に隷属するドルルキン部族集団を代表する部族である。伝承によるとコンギラト部族は「黄金の壷（Altan Quduq）」から派生した3人の始祖を起源とするが、デイ・セチェンの一族はこのコンギラト部族本家となる三始祖の長ジュルク・メルゲンの末裔とされる。ボルテはまだ子供の頃に父とテムジンの父のイェスゲイとの間で婚約が結ばれ、成人した後にテムジンと結婚した。
結婚してあまり経たない頃、高原北部の有力部族メルキトの首長トクトア・ベキが傘下のウアス、カアトの各氏族の首長たちと軍を引連れてテムジン（後のチンギス・カン）の幕営を襲い、ボルテは逃げ遅れてメルキトに抑留された。まだ勢力の弱小だったテムジンの保護者であったケレイト部のカンであるオン・カンはメルキトに圧力をかけ、ボルテの身柄はメルキトからケレイトに移され、ケレイトからテムジンのもとに無事送り返された。この旅路の最中にボルテはテムジンの長男を生み、「旅客」を意味するジョチという名前を授けられる。また、『元朝秘史』ではテムジンはオン・カンおよびジャムカと同盟してメルキトを破り、武力でボルテを救い出したという話になっている。また、『元朝秘史』によれば、ボルテはメルキト部族の男と強制的に結婚させられていたため、ボルテがジョチを妊娠したのは強姦によるものではないかと疑われたとされる。
一方、『集史』ジョチ・ハン紀によると、ボルテがメルキトの手勢に連行された時、既に彼女は妊娠した状態だったという。やはりここでもケレイトのオン・カンがメルキト側と交渉してボルテを取り戻し、オン・カンはテムジンを自らの「息子」と称して尊重していたため、彼女を鄭重に保護してテムジンのもとへ送り戻した。その旅中でボルテはにわかに産気づいて男児を出産した。そのため、この男児は旅中で生まれたため「ジョチ」と名付けられた、と述べる。
『元朝秘史』によると、テムジンがジャダラン氏族のジャムカと同盟していた時、彼らの一統とテムジンの一門が同じ宿営地に滞在しようとしたところ、ボルテはテムジンに語ったジャムカの発言に彼の変心と背離を読み取り、ジャムカを危険視して彼を避けるよう説得し、テムジンの一門は宿営地を引き払ったという。
その後、ジョチの3人の弟のチャガタイ、オゴデイ、トルイと5人の女子を生み、男子はチンギス・カンの後継者候補としてその征服事業を助けて活躍し、女子はいずれもチンギス・カンと同盟した有力な部族の長のもとに嫁いだ。
チンギス・カンが勢力を拡大するとやがて様々な部族から迎えられた数十人の女性が后妃とされてゆくが、ボルテは正妻、第一后妃としての地位を保って尊重された。チンギス・カンの後継者候補として認められたのはボルテの生んだ4人の男子のみであったことからも、ボルテが他の后妃とは別格の扱いであったことがうかがえる。チンギス・カンが高原を統一してモンゴル帝国を興すと、チンギス・カン直営の宮殿である四大オルドのうちの第一オルド（別名大オルド）の管理権を委ねられ、大オルドに付随する領民を治めてチンギス・カンの盛んな遠征の留守を守った。彼女はチンギス・カンの本営である大オルド Yeke Ordo の首長として『元史』によれば自らを含め7人の皇后（ハトゥン）と1人の妃（エメ）を司った。

## 子女
男子
- 長男 ジョチ
- 次男 チャガタイ
- 三男 オゴデイ
- 四男 トルイ

女子
- 長女 コアジン・ベキ - コンギラト部族の一派イキレス氏族の首長ブトゥ・キュレゲンに嫁ぐ
- 次女 チェチェゲン - 『元朝秘史』ではオイラト駙馬家の首長クドカ・ベキの息子のイナルチに与えられたというが、『元史』『集史』ではイナルチの弟のトレルチに与えられたとされる
- 三女 アラガイ・ベキ - オングト駙馬王家の首長アラクシ・ディギト・クリの孫のボヨカに嫁ぐ
- 四女 トマルン - 同族であるオルクヌウト氏族でボルテの弟のアルチ・ノヤンの長男のチグゥ・キュレゲンに嫁ぐ
- 五女 アルタルン - ホエルンの弟のオラル・キュレゲンの息子のタイチュ・キュレゲンに嫁ぐ

## コンギラト部デイ・セチェン家
- デイ・セチェン
  - 光献翼聖皇后ボルテ・ウジン（Börte Üjin ＞孛児帖旭真/bóértiè xùzhēn,بورته فوجين/Būrta Fūjīn）
  - アルチ・キュレゲン（Alči Küregen ＞阿勒赤古咧堅/ālèchì gŭliējiān,الجی كوركان/Āljī kūrkān）
    - チグゥ・キュレゲン（Čiγu Küregen ＞赤古古咧堅/chìgŭ gŭlièjiān,جیکو كوركان/Jīkū kūrkān）
    - オキ・フジン・カトン（Öki füǰin qatun ＞اوکی فوجین خاتون/Ūkī fūjīn khātūn）
    - 昭睿順聖皇后チャブイ・カトン（Čabui qatun ＞察必/chábì,جابون خاتون/Jābūn khātūn）
    - 万戸オチン・キュレゲン（Očin Küregen ＞斡陳/wòchén）
    - ナチン・キュレゲン（Način Küregen ＞納陳/nàchén,ناچین كوركان/Nāchīn kūrkān）
      - 万戸オロチン・キュレゲン（Oločin Küregen ＞斡羅陳/wòluóchén）
        - 貞慈静懿皇后シリンダリ・カトン（Širindari qatun ＞失憐答里/shīliándālǐ）

      - 叛臣ジルワダイ（J̌ilwadai ＞只児瓦台/zhǐérwǎtái）
      - 万戸テムル・キュレゲン（Temür Küregen ＞帖木児/tièmùér）
        - 万戸ディウバラ・キュレゲン（Diwubala Küregen ＞雕阿不剌/diāoābùlà）
          - アリギヤシリ・キュレゲン（Ariγiyaširi Küregen ＞阿里嘉室利/ālǐjiāshìlì）
          - ブダシリ・カトン（Budaširi qatun ＞不答失里/bùdāshīlǐ）

        - 万戸センゲ＝ブラ・キュレゲン（Sengge bura Küregen ＞桑哥不剌/sānggē bùlà）

      - 万戸マンジタイ・キュレゲン（Manǰitai Küregen ＞蛮子台/mánzǐtái）
      - ナムブイ・カトン（Nambui qatun ＞南必/nánbì,نمبوى خاتون/Namubūī khātūn）

## 登場作品
映画
- 成吉思汗（1943年、日本、演：最上米子）
- 征服者（1956年、米国、演：スーザン・ヘイワード）
- ジンギス・カン（1965年、米国・イギリス・西ドイツ・ユーゴスラビア合作、演：フランソワーズ・ドルレアック）
- ジンギス・カン（1987年、中国、演：シュウレンホアル）
- チンギス・ハーン（1992年、モンゴル、演：サンボーギーン・サラントヤ）
- 蒼き狼 チンギス・ハーン（英語版）（1998年、中国）
- 蒼き狼 〜地果て海尽きるまで〜（2007年、日本、演：菊川怜）
- モンゴル（2007年、ドイツ・カザフスタン・ロシア・モンゴル合作、演：ホラン・チョローン）
- ライジング・ロード 男たちの戦記（ロシア語版）（2009年、ロシア・モンゴル・アメリカ合作）
- 戦神紀 チンギス・ハーン戦記（中国語版）（2018年、中国、演：林允）

テレビドラマ
- 蒼き狼 成吉思汗の生涯（1980年、日本、演：倍賞美津子）
- チンギス・ハーン（2000年、中国、演：索利忠）